# Фестивал у Санрему
Фестивал у Санрему (итал. Festival della canzone italiana, Festival di Sanremo, званично: „Фестивал италијанске канцоне“) је италијански музички фестивал који се организује од 1951.
Фестивал се одржава сваке године крајем фебруара или почетком марта у Театру Аристон у Санрему, док се у почетку одржавао у градском казину (до 1977).
Први победник 1951. била је Нила Пици са песмом „Хвала за цвеће“ (Grazie Dei Fior). Види још: Списак победника Фестивала у Сан Рему.
Током година фестивал је мењао формулу наступа извођача и одређивања победника, али је у основи остао такмичење извођача оригиналних композиција италијанских аутора за које гласа одабрани жири или жири публике. Такмичења у једној или више категорија трају обично пет дана. Неких година постоје елиминаторна предтакмичења.
У више од 50 година историје на овом фестивалу су наступала сва велика имена италијанске канцоне (забавне музике).
Фестивал у Санрему и његов међународни углед су били инспирација за оснивање фестивала Песма Евровизије, такође је обичај да победник фестивала у Санрему представља Италију на Песми Евровизије.
Мото фестивала је усвојен 1995.: „Јер Санремо је Санремо!“ (Perché Sanremo è Sanremo!).
Фестивали од 1951. до 1954. су преношени само радијски, док су каснији фестивали постали један од најважнијих телевизијских догађаја у Италији. Традиција је да у ревијалном делу програма наступају највеће интернационалне музичке и глумачке звезде.

## Значајне промене у историји фестивала
- 1953.: по први пут све песме се изводе два пута, са два различита извођача и два различита оркестра. Ова формула је примењена 1990. и 1991.
- 1955.: фестивал се први пут преноси телевизијски.
- 1964.: по први пут наступају страни извођачи, али певају на италијанском.
- 1972.: композиције се изводе само једанпут.
- 1973.: телевизија РАИ преноси само финално вече фестивала.
- 1977.: фестивал се сели у Театар Аристон. ТВ пренос је по први пут у боји.
- 1980.: елиминише се живи оркестар, певачи певају уз музичку матрицу. Дозвољава се да неки извођачи певају на другим језицима уколико су аутори композиција Италијани.
- 1982.: уводи се награда критике „Миа Марини“.
- 1984.: уводе се две категорије такмичења: „Велики“ (Big) и „Дебитанти“ (Nuove Proposte). Од оваквог формата се одустало само 2004.
- 1990.: фестивал се одржава у цветном шатору, јер се Театар Аристон реновира. Живи оркестар се враћа на сцену.
- 1999.: по први пут се организује дефиле учесника испред театра.
- 1994.: од ове године фестивал организује телевизија РАИ.
- 2004.: по први пут победника одређује телефонско гласање и гласање СМС порукама.
- 2005.: додељује се пет награда: мушкарцима, женама, младима, групама и легендама. Поново се уводи елиминаторно такмичење.
- 2006.: избацује се категорија легенде, али остају друге четири.
- 2007.: поново се певачи такмиче у категоријама шампиони и млади.

## Највећи хитови фестивала (не увек и победници)
- - Доменико Модуњо (1958)
- - Доменико Модуњо (1959)
- - Адријано Челентано (1961)
- - Тони Ренис (1963)
- - Ђиљола Чинквети (1964)
- - Боби Соло (1964)
- - Рино Гаетано (1978)
- - Рики е повери (1981)
- - Тото Кутуњо (1983)
- - Матија Базар (1983)
- - Ерос Рамацоти (1986)
- - Ана Окса (1990)
- - Елиза (2001)
- Zitti e buoni - Манескин (2021)